# Sabine Stuart de Chevalier

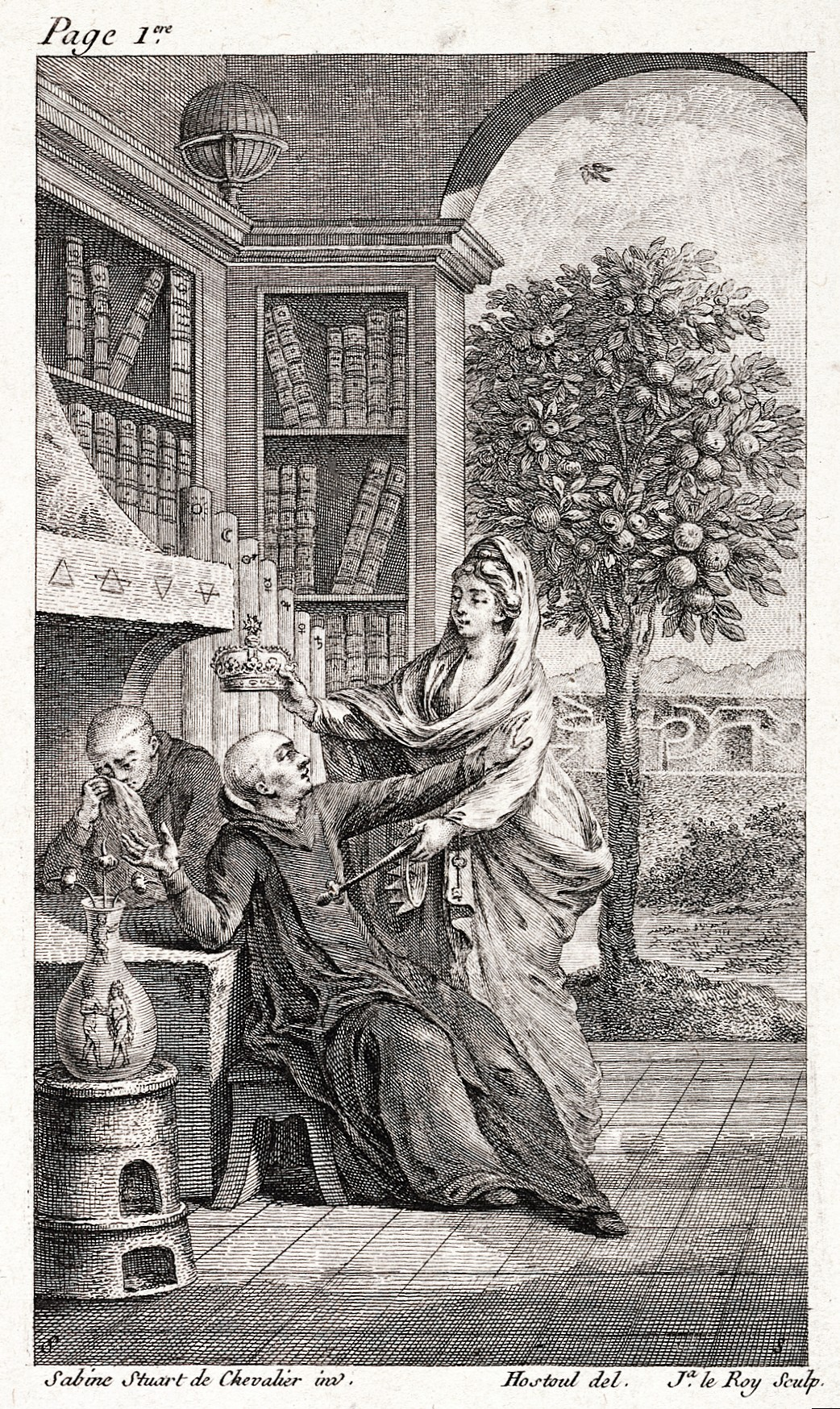
Gravure extraite du Discours philosophique de Sabine Stuart de Chevalier.

Sabine Stuart de Chevalier était une alchimiste française du XVIIIe siècle. Elle publie en 1781 à Paris, en deux volumes, un Discours Philosophique sur les Trois Principes, Animal, Végétal et Minéral, ou la Clef du Sanctuaire Philosophique. Descendante de la famille des Stuart d'Écosse[réf. nécessaire], elle avait épousé à Paris le 10 octobre 1764 en l'église Saint-Sulpice, Claude Chevalier, médecin du Roi et de la Garde des Cent-Suisses, auteur d'une Dissertation physico-médicale sur les causes de plusieurs maladies dangereuses, et sur les propriétés d'une liqueur purgative et vulnéraire qui est une Pharmacopée presque universelle (Paris, 1758) qui était sa thèse de doctorat. Les deux époux s'adonnaient à l'alchimie.

## Œuvres
- Discours philosophique sur les trois principes, animal, végétal et minéral, la Clef du Sanctuaire philosophique, Tome 1 en ligne ; Tome 2 en ligne

## Informations complémentaires
- (de) Cet article est partiellement ou en totalité issu de l’article de Wikipédia en allemand intitulé « Sabine Stuart de Chevalier » (voir la liste des auteurs).

## Liens
- Notices d'autorité :   - VIAF
  - ISNI
  - BnF (données)
  - LCCN
  - GND
  - Grèce
  - WorldCat
- Iulia Millesima, Stuart Chevalier, Lessons on the First three Elements (en)